# Enterprise űrrepülőgép
Az Enterprise (NASA Orbiter jelzése: OV-101) a NASA első űrrepülőgépe. Az STS-rendszer kipróbálására szánták. Hajtómű és hővédőpajzs nélkül készült el 1976 szeptemberében, űrrepülésre nem alkalmas. Ezzel a géppel tesztelték a légkörben az STS-rendszert.
Az első tesztrepülést 1977-ben hajtották végre vele.
Eredetileg tervezték, hogy átalakítják űrrepülésre alkalmassá, így az Enterprise lett volna a második űrrepülőgép a Columbia után, amit felbocsátanak az űrbe; a Columbia építése során azonban változtattak az űrrepülőgép-terveken, főként az üzemanyagtartály és a szárnyak súlyát illetően. Az Enterprise átalakításához szét kellett volna szedni a járművet és egyes alkatrészeit átalakításra visszaküldeni a készítőkhöz, ami magas költségekkel járt volna; olcsóbbnak bizonyult megépíteni a Challengert a teszteléshez készült „STA-099” váz köré. A Challenger pusztulása után ismét szóba került az Enterprise űrrepülésre alkalmassá tétele, de ehelyett tartalék elemekből és alkatrészekből megépítették az Endeavourt.

## Története
Az Enterprise-t 1974. június 4-én kezdték el építeni. Eredetileg a Constitution („Alkotmány”) nevet szánták neki; a Star Trek című tévésorozat rajongói azonban levelek tömegét írták, kérve, hogy a sorozatban szereplő Enterprise csillaghajó nevét kapja az űrrepülőgép.
Az Enterprise 1976. szeptember 17-én készült el. Az átadásán a Star Trek főcímzenéjét játszották, és a sorozat alkotója, Gene Roddenberry, valamint több színésze is jelen volt.
Sokáig a virginiai Steven F. Udvar-Hazy Center repülési és űrkutatási kiállításán volt látható a Washington Dulles nemzetközi repülőtér területén, majd mikor oda a Discovery űrsiklót helyezték, átkerült New Yorkba, az Intrepid Sea, Air & Space Museum-ba, és jelenleg ott van kiállítva. 2012-ben a Sandy hurrikán komoly sérüléseket okozott az űrsikló hátsó részén, ezt egy év alatt tudták rekonstruálni, majd újra látogathatóvá vált.